# Okoliite
Okoliite (bułg. Околиите) – wieś w środkowej Bułgarii, w obwodzie Gabrowo, w gminie Trjawna. Na tamtą chwilę miejscowość była niezamieszkana.